# 따삐강
따삐강(태국어: แม่น้ำตาปี)은 태국 남부에서 가장 긴 강이다. 강은 카오루앙에서 발원하여 수랏타니 근처의 반돈만에서 넓은 강어귀를 형성하며 타이만으로 흘러 들어간다. 길이는 230km이다.
유역 면적은 5460km2이고 평균 유량은 135.4 m³/s, 연 유량은 4.3 km3이다. 따삐 수계 서쪽의 품두앙강이 수랏타니 서쪽 15km의 품핀군에서 합류한다.
1915년 반돈군이 인도의 수라트를 기념해 수랏타니로 개칭되면서, 함께 인도의 탑티강을 기념해 개칭되었다.
수랏타니 중심가의 오른쪽, 따삐강 하구로부터 약 9km 떨어진 곳에 꼬 람푸(เกาะลำพู)섬이 위치한다.
1975년에 키안사군의 따삐강 우안에 위치한 29.6km2 면적의 늪지대가 농퉁통 사냥금지구역으로 지정되었다.